# Alessandro Sanminiatelli Zabarella
Alessandro Sanminiatelli Zabarella (ur. 3 sierpnia 1840 w Radicondoli, zm. 24 listopada 1910 w Monte Castello) – włoski kardynał.

## Życiorys
Pochodził ze szlacheckiej rodziny. Syn hrabiego Ferdinando Sanminiatelli Zabarella i Leopoldy Pescatori di Peccioli. Ukończył seminarium w Pizie, a także Almo Collegio Capranica w Rzymie. Kształcił się również w Seminarium Rzymskim (doktoraty z filozofii i teologii), na Uniwersytecie La Sapienza (doktorat z prawa kanonicznego), a także w Akademii Dostojników Szlacheckich (lata 1861–1868). Święcenia kapłańskie otrzymał w Pizie 6 września 1863 z rąk kardynała Cosimo Corsi, arcybiskupa Pizy. Kanonik bazyliki watykańskiej, a także, od 1874, prywatny jałmużnik Jego Świątobliwości.
31 lipca 1874 mianowany tytularnym arcybiskupem Tiana i wielkim jałmużnikiem papieskim. Sakry udzielił mu papież Pius IX. Od 1887 audytor w Kancelarii Apostolskiej. 22 czerwca 1899 mianowany łacińskim patriarchą Konstantynopola. Miesiąc później kreowany kardynałem, lecz była to nominacja in pectore, ogłoszono ją dopiero dwa lata później na konsystorzu z kwietnia 1901. W latach 1903–1905 kamerling Świętego Kolegium Kardynałów. Brał udział w konklawe 1903. Został pochowany na Campo Verano.